# 邓拓故居
邓拓故居，位于中国福建省福州市鼓楼区道山路第一山弄7号，此宅为邓拓的出生地和青少年时期的学习、活动场所，1993年重修，辟为邓拓纪念馆对外开放。
1996年9月2日公布为第四批福建省文物保护单位。